# 朱虛
朱虛，山東省曹州府（今山東省菏澤縣）人，清朝政治人物、進士出身。
順治四年，登進士，授衡水縣知縣。順治九年，任廣西道試監察御史。后改陝甘巡按御史。順治十二年，任浙江布政使司左參議、寧紹台道。順治十四年，改陝西按察使司副使、肅州兵備道。曾任紹興府知府。